# Euchaetes perlevis
Euchaetes perlevis är en fjärilsart som beskrevs av Augustus Radcliffe Grote 1882. Euchaetes perlevis ingår i släktet Euchaetes och familjen björnspinnare. Inga underarter finns listade i Catalogue of Life.